# Fadel Brahami
Mohammed Fadel Brahami (Bondy, 27 juni 1978) is een Algerijnse voetballer die als middenvelder speelt.
Brahami kwam zestien keer uit voor de Algerijnse nationale ploeg. Brahami werd opgeleid bij Blanc Mesnil en Aubervilliers, en zijn eerste profclub was Le Havre AC. In 2004 kwam hij bij La Louvière. Daarna vertrok hij naar RAEC Mons waar hij vier jaar lang voetbalde alvorens in 2009 te vertrekken naar Cyprus om er te gaan voetballen bij AE Paphos. Vervolgens speelde hij voor Minyor Pernik in Bulgarije.

## Carrière
- 2013-201? : Blanc Mesnil Sport Football
- 2012-2013 : PFC Montana
- 2011-2012 : Minyor Pernik
- 2010-2011 : Minyor Pernik
- 2009-2010 : AE Paphos
- 2008-2009 : RAEC Mons
- 2007-2008 : RAEC Mons
- 2006-2007 : RAEC Mons
- 2005-2006 : RAA Louviéroise
- 2004-2005 : RAA Louviéroise
- 2003-2004 : Le Havre AC B
- 2002-2003 : Le Havre AC
- 2001-2002 : Le Havre AC
- 2000-2001 : Le Havre AC
- 1999-2000 : Le Havre AC
- 1997-1999 : Le Havre AC B
- 1996-1997 : FCM Aubervilliers
- 1993-1995 : ES du Blanc Mesnil (jeugd)